# Taborkirche (Berlino-Wilhelmshagen)
La Chiesa protestante di Tabor, o Taborkirche, edificio di interesse storico membro della Chiesa evangelica di Berlino-Brandeburgo-Slesia Alta Lusazia, si trova in Schönblicker Straße, posto nel quartiere berlinese di Rahnsdorf, distretto di Treptow-Köpenick. Progettata dagli architetti Peter Jürgensen e Jürgen Bachmann, fu costruita nello stile dell'architettura Heimatschutz con richiami al primo periodo modernista e fu consacrata il 9 aprile 1911. La chiesa era stata intitolata alla memoria della Trasfigurazione di Gesù, che presumibilmente ebbe luogo sul monte Tabor nell'odierno Israele.

## Storia

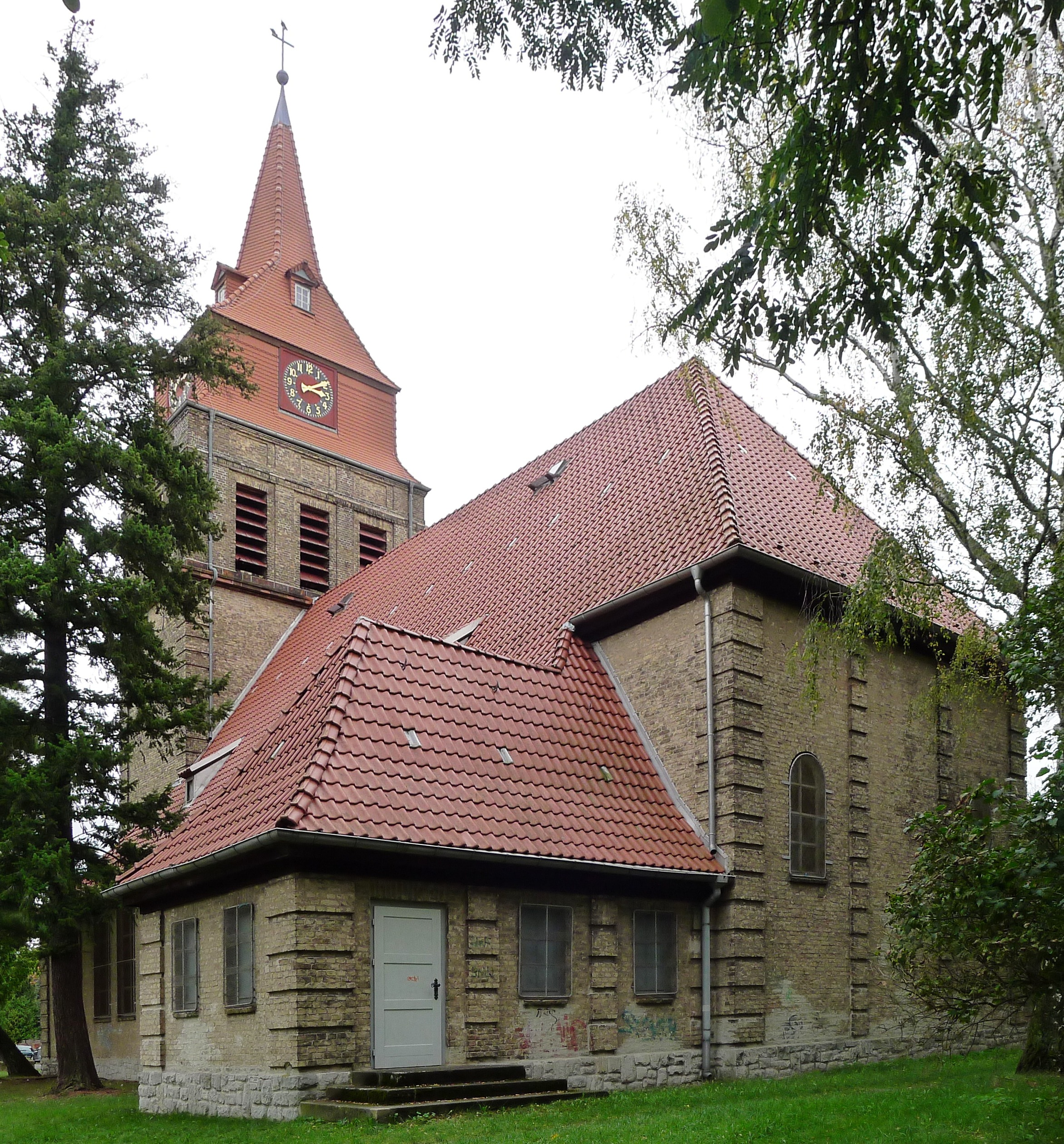
Chiesa del Tabor, vista da sud-ovest con la sacrestia.

Il primo edificio a nord-est di Rahnsdorf fu documentato per la prima volta nel 1734. La linea ferroviaria Bassa Slesia-Marxiana da Berlino a Francoforte sull'Oder fu aperta nel 1842 e la stazione di Neu-Rahnsdorf per il traffico suburbano da Berlino venne inaugurata il 15 novembre 1882. Nel 1891, la Deutsche Volksbau Aktiengesellschaft istituì la colonia di ville di Neu-Rahnsdorf, il cui nucleo si sviluppò attorno alla stazione. Dal 1902, alla colonia fu permesso di chiamarsi Wilhelmshagen. Quando la chiesa fu costruita su un campo aperto nel 1910-1911, gran parte di essa era ancora incompiuta, ma c'erano già 80 ville nel villaggio, che ospitavano circa 600 residenti.
In seguito Rahnsdorf venne incorporato alla capitale Berlino in base alla legge prussiana sulla Grande Berlino nel 1920. A causa dell'elevato numero di nuovi parrocchiani trasferitisi all'inizio del XX secolo, la congregazione decise di costruire un'ulteriore chiesa al numero 48 di Schönblicker Straße, nel quartiere di Wilhelmshagen (oggi 12589 Berlino-Wilhelmshagen) da poco sviluppato.
Nel 1910 la congregazione incaricò gli architetti Peter Jürgensen e Jürgen Bachmann di costruire la nuova chiesa. Il 9 aprile 1911 venne finalmente inaugurata la nuova chiesa di Tabor. La chiesa è situata come punto di riferimento al centro di una piazza rotonda, collegata da strade provenienti da sei direzioni. Il coro della chiesa non è orientato, ma rivolto verso sud. Fin dall'epoca barocca, gli edifici ecclesiastici spesso non vengono costruiti secondo la tradizione biblica di orientamento. L'esterno in mattoni gialli è parzialmente ricoperto da un intonaco, strutturato da strisce bugnate di pilastri. La chiesa è composta da una navata coperta da un tetto a due falde, abbassato per coprire anche le navate laterali. A nord, attaccata alla navata, si trova una massiccia torre a pianta rettangolare, sormontata da una guglia tozza, ricoperta di scandole di ardesia. L'edificio superò intatto la seconda guerra mondiale.
La chiesa è un monumento culturale dello stato di Berlino, il parco circostante è un monumento giardino.

## Descrizione dell'edificio

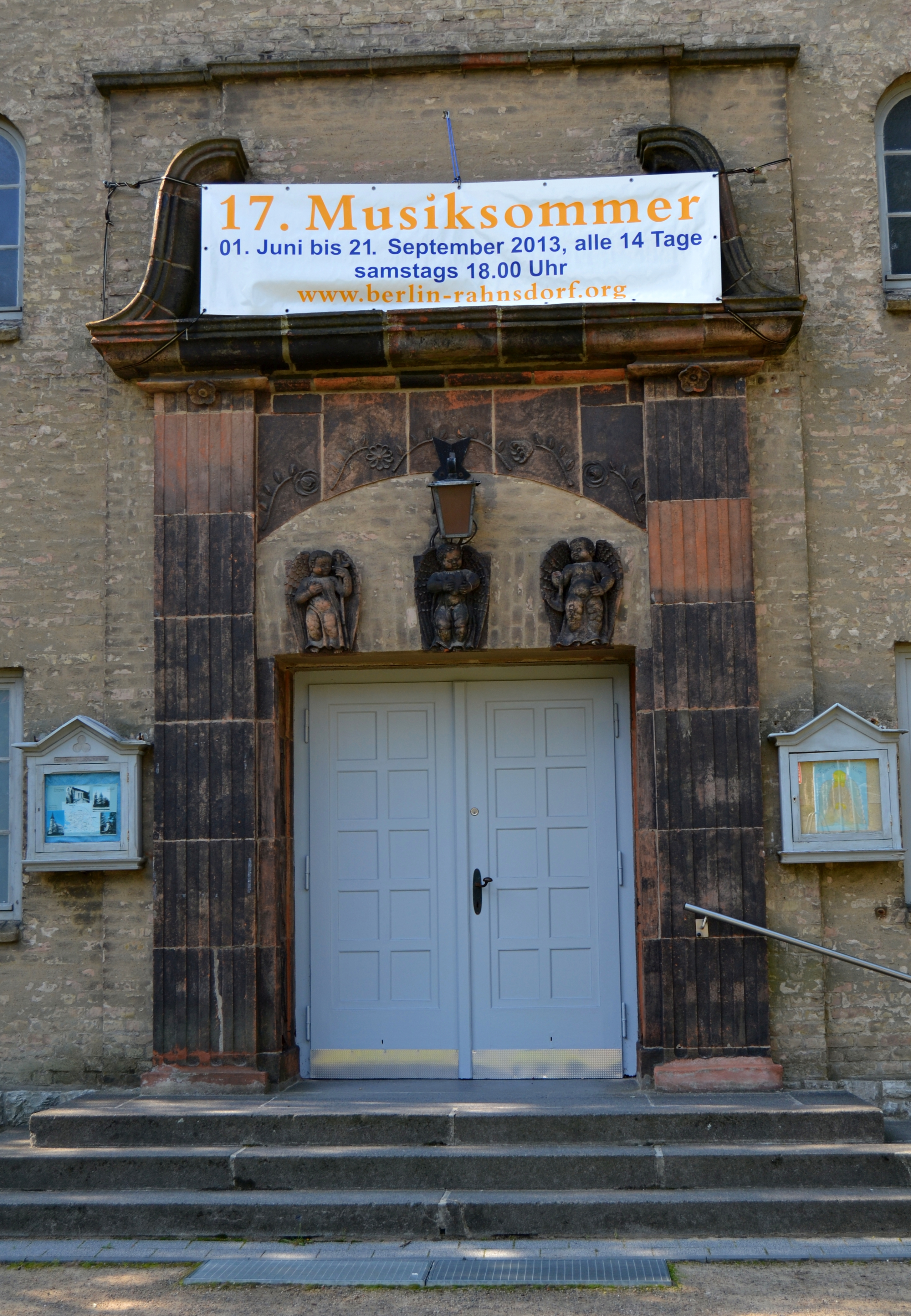
Ingresso principale nella torre.

Gli architetti fusero il neoclassicismo storicista con il moderno Art Nouveau nel loro progetto. La chiesa a sala è un edificio in muratura, il cui esterno è intonacato con una velatura color sabbia. Gli angoli delle pareti sono decorati da lesene in stucco bugnato. La navata centrale è formata da tre campate ed è coperta da un basso tetto a due falde. La navata centrale è coperta internamente da una volta a botte con un soffitto a cassettoni dipinto. Le navate laterali sono ridotte a navate strette dietro una fila di pilastri con soffitti piatti. Il coro rettangolare leggermente arretrato a sud-ovest è fiancheggiato simmetricamente da basse aggiunte simili a cappelle che, come il coro, sono coperte da tetti a padiglione. A nord-est, un possente campanile trasversale rettangolare precede la navata. Sopra il piano delle campane si trova una sommità rastremata ospitante l'orologio. Sopra questo si erge un tetto a punta ricoperto di ardesia con abbaini. Il portale della torre presenta un timpano spezzato e l'architrave presenta tre putti in terracotta simboleggianti le virtù teologali di Fede, Amore (Carità) e Speranza. Sopra il vestibolo si trovano una galleria e una nicchia per l'organo.
L'arredo Art Nouveau di Albert Klingner del 1911 è conservato al suo stato originale. Come detto in precedenza, la pala d'altare raffigura la Trasfigurazione del Signore. Le vetrate originali mostrano raffigurazioni dei quattro evangelisti, Giovanni, Luca, Marco e Matteo, dei dodici apostoli e di scene dell'Antico Testamento.

## I putti sopra l'ingresso

### Fede – Amore – Speranza

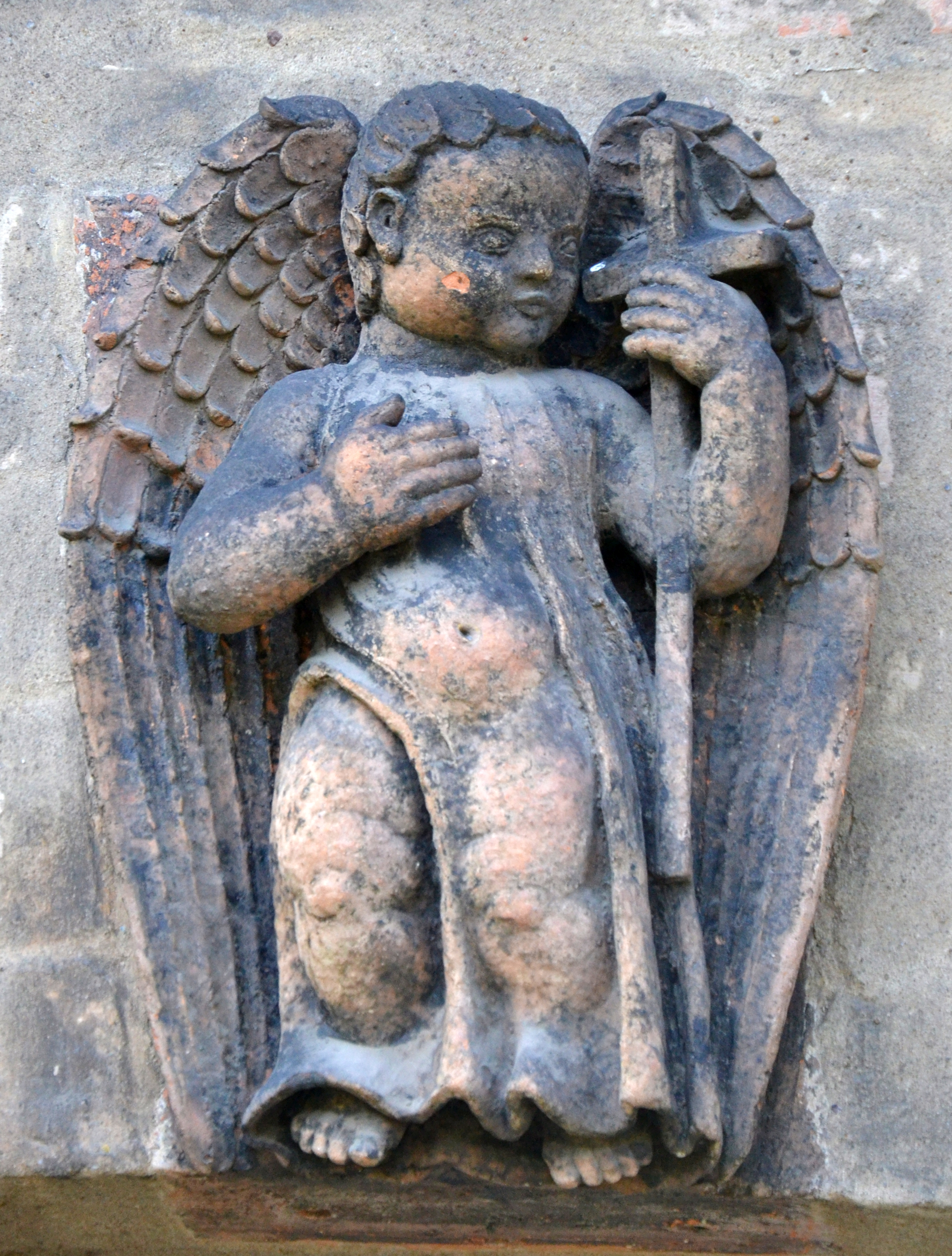
Fede
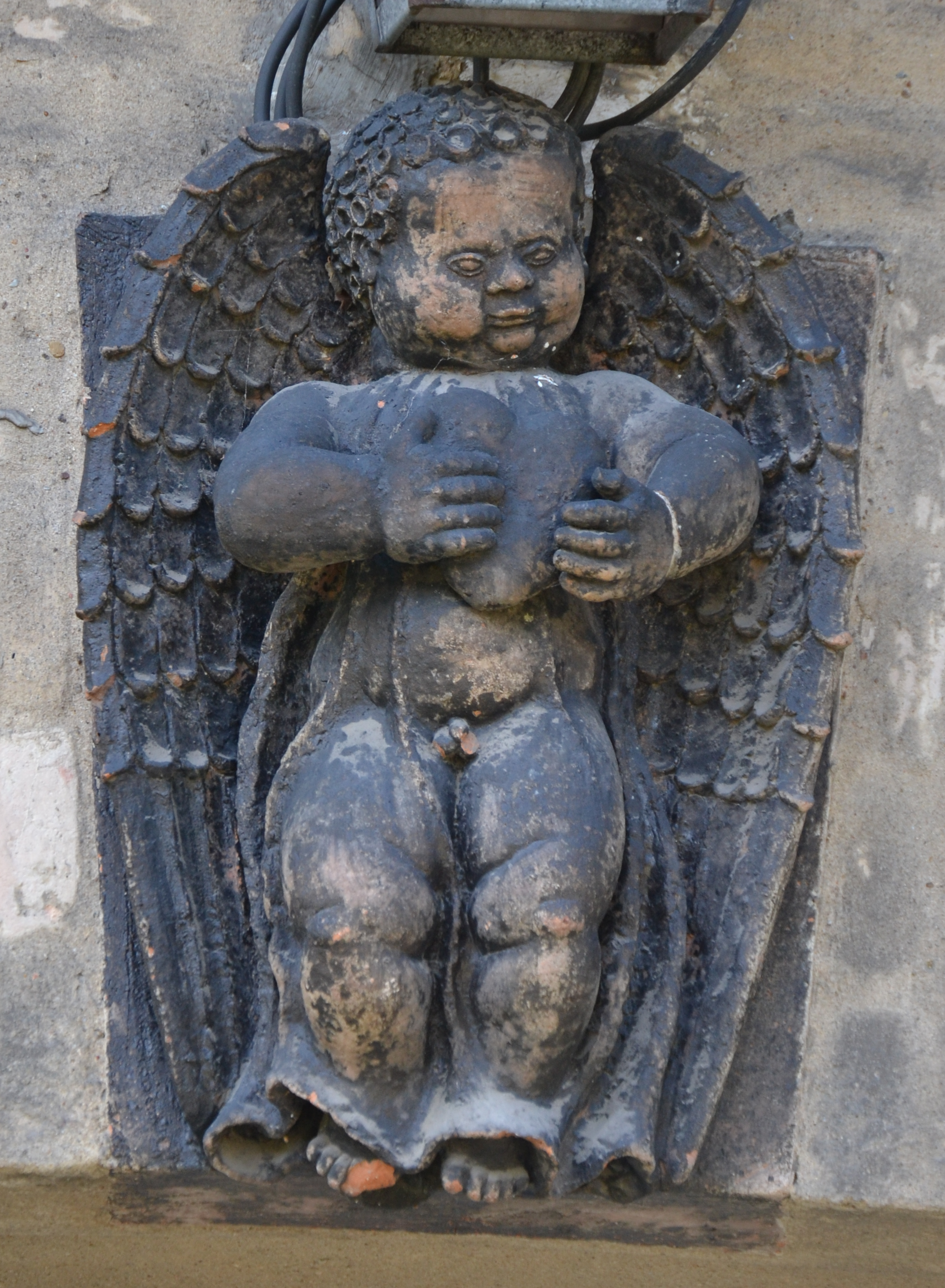
Amore (Carità)
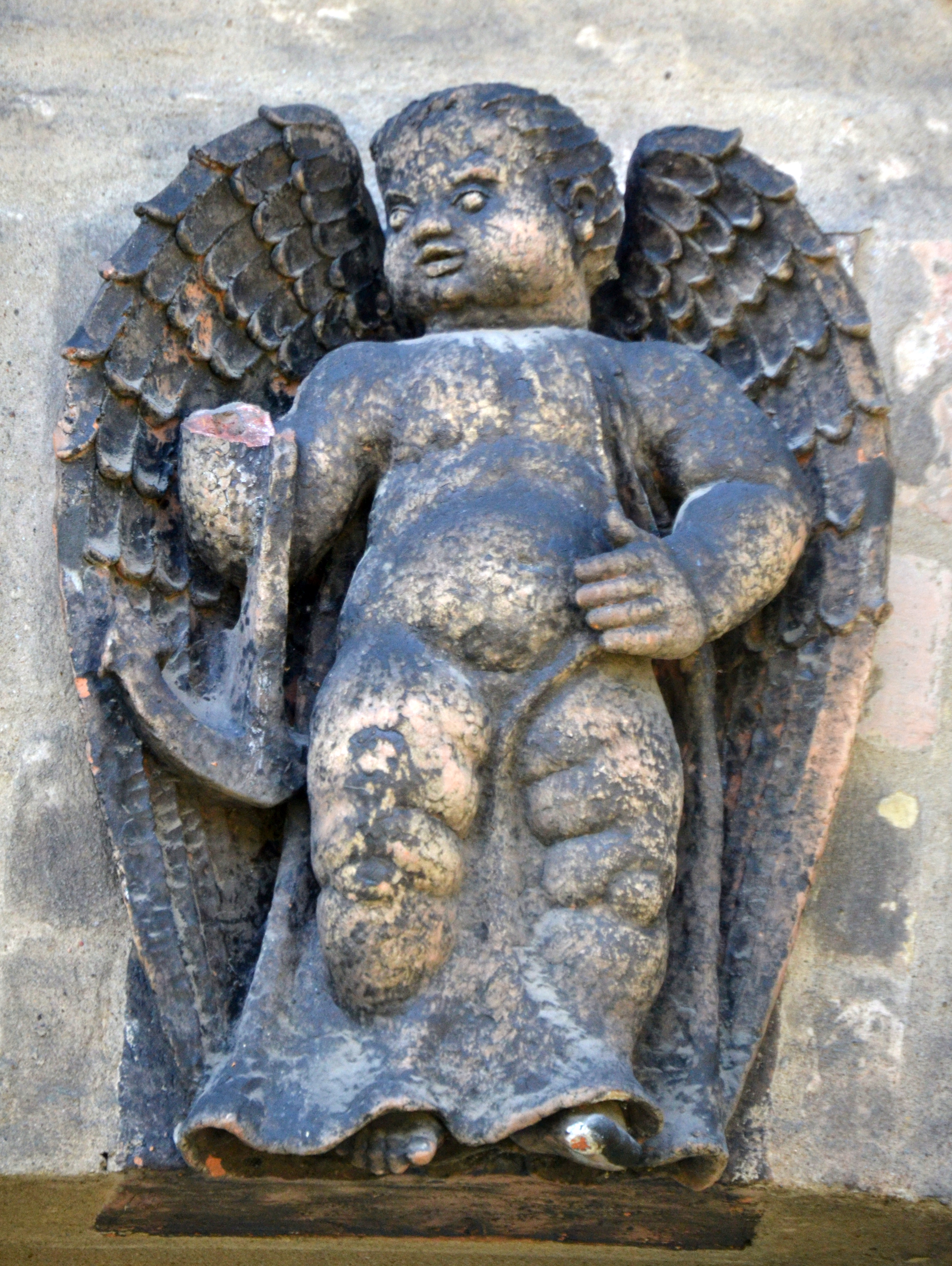
Speranza